# Christians-Villen
Die Christians-Villen sind ein denkmalgeschütztes Villenensemble im Solinger Stadtbezirk Mitte. Die Christians-Villen befinden sich in der Nordstadt gegenüber dem Theater und Konzerthaus an der Konrad-Adenauer-Straße, einem Abschnitt der Bundesstraße 224, zwischen dem Schlagbaum und dem Rathaus. 
Die beiden Bauherren Carl und Reinhard Christians waren Inhaber der 1824 gegründeten und 1860 an den Schlagbaum umgezogenen Stahlwarenfabrik Christians. Die Fabrik erstreckte sich von der damaligen Hauptstraße bis zum 1890 eröffneten Nordbahnhof. Das neue Eingangstor zu dem Fabrikgelände sollte das Ensemble aus zwei repräsentativen, baugleichen Villen bilden, die über einen flachen Zwischenbau miteinander verbunden waren.  Die beiden Villen wurden im Jahre 1862 im historisierenden Stil mit spätklassizistischen Elementen errichtet, sie zählen damit zu den ältesten erhaltenen Bauwerken des Historismus in Solingen. Sie wurden durch die beiden Brüder mit ihren Familien bezogen.:147f.
Bei den Gebäuden handelt es sich um zwei deckungsgleiche Villenkuben, die über zwei Vollgeschosse verfügen und zur Straßenseite jeweils fünf Fensterachsen aufweisen. Beide Gebäude werden durch flache Zeltdächer bedeckt. Der Fassadenschmuck ist dezent gehalten, ein typisches Merkmal für die frühe Phase des Historismus.:147f.
Am 21. März 1985 wurden beide Villen als laufende Nummer 611 in die Denkmalliste der Stadt Solingen eingetragen. Das stark heruntergekommene Villenensemble wurde Mitte der 1980er Jahre durch den Solinger Unternehmer Thomas Herriger erworben, der es zwischen 1987 und 1989 sanieren ließ. Die Bauarbeiten konnten im Juli 1989 abgeschlossen werden.:65 Die Christians-Villen wurden zum Firmensitz von Herrigers Unternehmen Präsenta, das sich auf Werbeartikel spezialisiert hatte. Im Umfeld der Villen entstand ein Neubau, der alte Zwischenbau wurde durch einen modernen Flachbau als Glas ersetzt. Das Unternehmen wurde 2017 an einen Konkurrenten verkauft, der Unternehmensstandort in den Christians-Villen blieb jedoch bestehen.
Heute werden die Gebäude durch verschiedene Dienstleistungsunternehmen genutzt, die Kellerräume wurden 2017 in eine Gastronomie umgewandelt. Das dort eröffnete Eventlokal wurde jedoch bereits 2019 wieder geschlossen. Im Herbst 2021 eröffnete im Gewölbekeller die neue Bar Gewölbe hoch 3.